# Padang Sikabu (Kaway XVI)
Padang Sikabu is een bestuurslaag in het regentschap Aceh Barat van de provincie Atjeh, Indonesië. Padang Sikabu telt 1915 inwoners (volkstelling 2010).